# Grabówka (województwo warmińsko-mazurskie)
Grabówka (niem. Grabowken, 1929–1945 Buchenhagen) – wieś powstała w połowie XVI wieku w Polsce, położona w województwie warmińsko-mazurskim, w powiecie mrągowskim, w gminie Mikołajki.
W latach 1975–1998 miejscowość administracyjnie należała do województwa suwalskiego.